# Associazione di Fondazioni e di Casse di Risparmio Spa
L'ACRI - Associazione di Fondazioni e di Casse di Risparmio Spa (nota anche solo con l'acronimo ACRI) è l'organizzazione di rappresentanza delle casse di risparmio costituite come società per azioni e delle fondazioni di origine bancaria costituite in base alla riforma Ciampi-Amato del 1990.
L'Associazione, con sede in Roma, via del Corso 267, è presieduta da  Giovanni Azzone dal 2024.

## Associati
Nel 2024 risultano 107 soci:
- 83 Fondazioni di origine bancaria
- 11 Società bancarie
- 8 Associazioni territoriali di Fondazioni
- 2 Altre Società
- 3 Altre Fondazioni

## Attività
Associazione ad adesione volontaria, l'ACRI si dichiara senza fini di lucro ed apolitica.
L'ACRI svolge le seguenti attività:
- rappresentanza e tutela degli interessi generali delle associate per favorirne il conseguimento delle finalità istituzionali, la salvaguardia del patrimonio e lo sviluppo tecnico ed economico;
- coordinamento della loro azione, nei settori di rispettivo interesse, per renderla più efficace, nonché promozione di iniziative consortili e di attività di interesse comune;
- ricerca e promozione di rapporti di collaborazione operativa fra le associate ed enti, società e organismi di rilievo italiani e stranieri, concordando ipotesi di convenzioni o accordi da sottoporre all'approvazione delle associate.

Il coordinamento delle iniziative delle associate è necessario anche per la partecipazione delle fondazioni bancarie al 15,93% del capitale sociale della Cassa depositi e prestiti. 